# Granek István
Granek István (Budapest, 1926. december 23. – Budapest, 1971. június 21.) mesteredző, a magyar kajak-kenusport nemzetközi sikereinek megalapozója, testnevelő tanár. Kárászi Margit (1925–1971) evezősbajnok férje.

## Életpályája
1947-ben az Elektromos MSE versenyzőjeként az országos bajnokságot és Tata-tóvárosban Munkás Európa-bajnokságot nyert 1000 m-es kajaknégyes tagja volt. 1949-ben Andrássi Gyulával együtt megnyerte az 1000 m-es kajakkettes országos bajnokságot. 1950-ben a Budapest Honvéd SE versenyzőjeként szintén Andrássi Gyulával, majd 1952-ben Kulcsár Jánossal megnyerte az 1000 m-es kajakkettes országos bajnokságot. 1950–1951 között tagja volt az 1000 m-es kajaknégyes és 1950-ben a 10 000-m-es kajaknégyes országos bajnokcsapatának. 1951-ben az 500 m-es kajakegyesben országos bajnok lett. 1949–1951 között nyolcszor volt magyar válogatott. Az 1952. évi nyári olimpiai játékokon 7. helyezett lett K-2 1000 m-en. 1953–1954 között egyesületének edzője volt. 1955–1958 között az FTC általa szervezett kajak-kenuszakosztályának edzője volt. 1958-ban magyar válogatott keret edzője, majd 1959–1971 között vezető edzője volt.
Sírja Budapesten, az Új köztemetőben található (33/4-1-79).

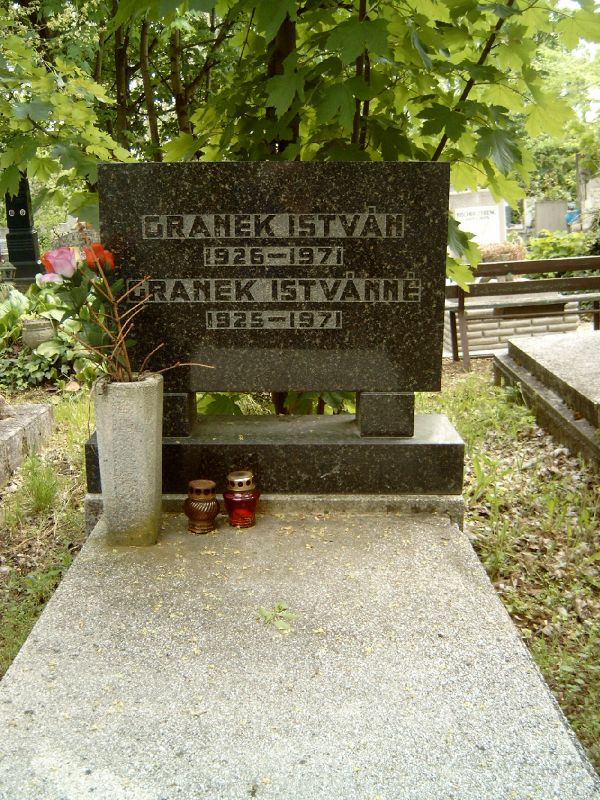
Granek István mesteredző és felesége, Kárászi Margit (1925–1971) sírja Budapesten. Új köztemető: 33/4-1-79.

## Művei
- Kajakozás, kenuzás (Budapest, 1966, németül: Budapest, 1970, lengyelül: Varsó, 1974)
- Képes Sport jelenti Mexikóból (Csépe Imrével, Budapest, 1967)